# Zeuxia borcei
Zeuxia borcei är en tvåvingeart som först beskrevs av Suster 1929.  Zeuxia borcei ingår i släktet Zeuxia och familjen parasitflugor.
Artens utbredningsområde är Rumänien. Inga underarter finns listade i Catalogue of Life.